# Dobos Lajos
Dobos Lajos (Nagyvárad, 1847. október 26. – Endrőd, 1889. szeptember 9.) katolikus pap.

## Élete
1872. augusztus 12. miséspappá szenteltetett föl, azután káplánkodott Váradolasziban és 1881-től körösladányi, 1889. endrődi, plébános volt, midőn kevéssel azután ugyanott szeptember 9. agyonlőtte magát.

## Munkái
A kereszténység és korunk, Bougant után francziából ford. Nagyvárad, 1881–82. (Öt kötet. Szentannai-Spett Gyula gyomai plébánossal együtt. 2. kiadás, 1883–85. 3. kiadás, 1892. Uo.)
1882-ben az Uj M. Sionnak munkatársa volt.